# Спілка польських композиторів
Спілка польських композиторів (пол. Związek Kompozytorów Polskich) — організація, що об'єднує польських композиторів та музикознавців. Діє з 1945 року, продовжуючи традиції довоєнного Товариства польських композиторів (Stowarzyszenie Kompozytorów Polskich), заснованого 1925 року.
Статутним завданням спілки є музична у сфері музичної культури. Спілка польських композиторів проводить численні концерти, конференції, курси та фестивалі, найвідомішим з яких є «Варшавська осінь». Базується у Варшаві і має 8 регіональних відділень у центрах воєводств.